# Harry Hemley Plaskett
Harry Hemley Plaskett (ur. 5 lipca 1893 w Toronto, zm. 26 stycznia 1980) – kanadyjski astronom.

## Życiorys
Był synem astronoma Johna Stanleya Plasketta. Studiował na uniwersytetach w Ottawie i Toronto, potem został członkiem grupy badawczej swego ojca w Dominion Observatory. W latach 1917–1918 służył w kanadyjskim korpusie artylerii polowej we Francji. Po wojnie pozostał w Europie przez rok, pracował wówczas z Alfredem Fowlerem w Imperial College London. 
Po powrocie do Kanady, w 1919 roku zatrudnił się w kierowanym przez Johna Stanleya Plasketta Dominion Astrophysical Observatory. W 1928 roku objął stanowisko profesora astrofizyki na Harvard University, a w 1932 roku zastąpił Herberta Turnera na stanowisku profesora astronomii (Savilian Professor of Astronomy) na Oxford University. W czasie II wojny światowej przerwał badania i zajmował się doskonaleniem przyrządów nawigacyjnych dla Ministry of Aircraft Production. Przeszedł na emeryturę w 1960 roku. 
Prowadził badania z wykorzystaniem metod spektroskopowych i spektrofotometrycznych m.in. nad widmem światła słonecznego. Kierując obserwatorium przy Oxford University doprowadził do wzniesienia dwóch teleskopów Cassegraina do obserwacji Słońca. 
W 1963 roku otrzymał Złoty Medal Królewskiego Towarzystwa Astronomicznego. Na cześć jego oraz jego ojca Johna Stanleya Plasketta została też nazwana planetoida (2905) Plaskett.